# Sinfonia n. 21 (Mozart)

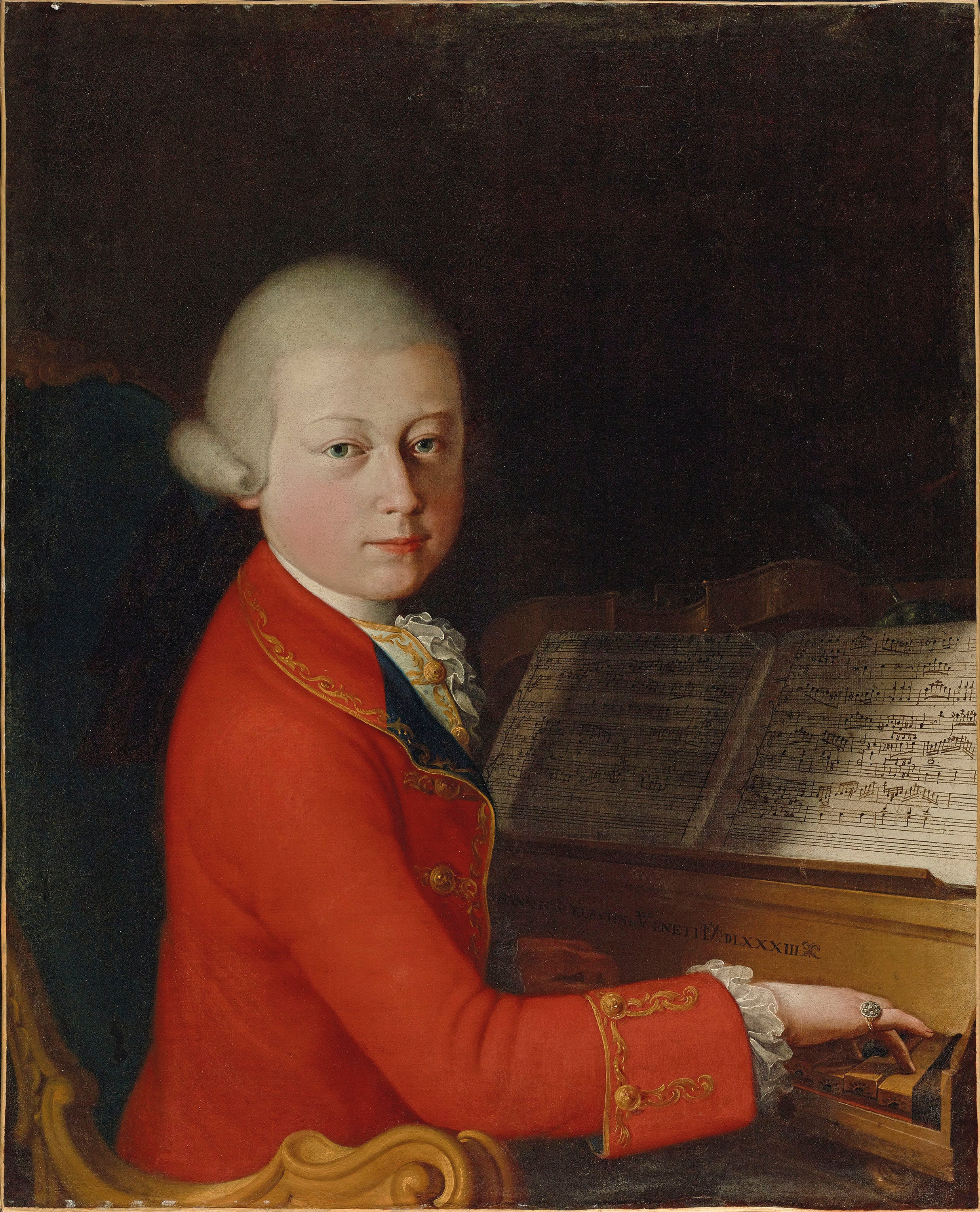
Wolfgang Amadeus Mozart nel 1770.

La sinfonia n. 21 in La maggiore K 134 è una composizione di Wolfgang Amadeus Mozart completata a Salisburgo nell'agosto 1772.

## Storia

### Contesto
La carriera di Mozart come sinfonista era iniziata a Londra durante la grande tournée europea della famiglia Mozart fra il giugno 1763 e il novembre 1766. Il padre, Leopold, aveva pianificato il viaggio per esibire il talento dei propri figli, Wolfgang e Maria Anna, presso le principali corti europee. In questo periodo Wolfgang venne a contatto con le principali tradizioni musicali europee (tedesca, britannica, francese e italiana) e realizzò le sue prime sinfonie, che si ponevano nel solco delle composizioni in tre movimenti all'italiana in stile galante di Carl Friedrich Abel e di Johann Christian Bach. Inoltre, ascoltò anche le sinfonie di altri compositori come Thomas Arne, William Boyce e Giuseppe Sammartini.
In seguito, Leopold e i suoi figli trascorsero diversi mesi nel 1768 a Vienna durante i quali Wolfgang adattò il proprio stile ai gusti del pubblico viennese, adottando fra le varie cose la struttura della sinfonia in quattro movimenti. Wolfgang e suo padre Leopold fecero tre viaggi in Italia fra il dicembre 1769 e il maggio 1773. In questo periodo Wolfgang alternò i suoi viaggi con soggiorni a Salisburgo, durante i quali compose l'opera Mitridate, re di Ponto, oltre a diverse sinfonie influenzate dal gusto italiano. Nel 1772 e nel 1773 Mozart visse un periodo di entusiasmo per la scrittura sinfonica, componendo ogni anno sette nuove sinfonie (dalla n. 15 alla n. 27). Ridusse poi la sua attività in questo campo e, nei due anni successivi, apparvero solo tre nuove sinfonie (le n. 28, n. 29 e n. 30).

### Composizione
La sinfonia n. 21 venne completata fra il secondo e il terzo viaggio di Mozart in Italia. Da maggio ad agosto 1772 il compositore scrisse sei sinfonie, tutte in tonalità diverse (le n. 16, n. 17, n. 18, n. 19, n. 20 e n. 21). I musicologi ipotizzano che Mozart avesse voluto dare prova delle proprie capacità al suo nuovo datore di lavoro, il principe-arcivescovo Hieronymus von Colloredo, succeduto il 14 marzo 1772 a Sigismund III von Schrattenbach alla guida del principato arcivescovile di Salisburgo, con una raccolta rappresentativa di sinfonie. Nelle collezioni realizzate a quell'epoca, infatti, era comune che le composizioni fossero raccolte in numero di sei e che fossero in tonalità diverse. Fra loro è possibile individuare alcune analogie:
- n. 16 e n. 17: le uniche in soli tre movimenti;
- n. 18 e n. 19: strumentazione con quattro corni e con trii insoliti;
- n. 20 e n. 21: nel primo movimento la ripresa inizia con il secondo tema;
- n. 18 e n. 21: utilizzano i flauti al posto dei consueti oboi.

In quel periodo anche Michael Haydn, fratello del più celebre Franz Joseph, eseguiva regolarmente proprie sinfonie presso la corte arcivescovile di Salisburgo. Il musicologo Alfred Einstein la definì «una sinfonia decisamente civettuola nel complesso», in cui si rivela «un nuovo tipo di cantabilità e, allo stesso tempo, un più fine senso dell'imitazione».
Hermann Abert scrise che le sinfonie n. 18 e n. 21 raggiungono un livello qualitativo «che solo occasionalmente viene raggiunto di nuovo nel periodo successivo» e ne sottolineò «la vena romantica, che presto si sviluppò in un sentito entusiasmo, a volte in modo bizzarro». Ogni movimento, eccetto il minuetto, ha una coda. Al posto dei consueti oboi vengono utilizzati i flauti e le voci secondarie sono elaborate con un livello di dettaglio relativamente elevato (ad esempio, la parte del secondo violino nel primo movimento).

### Prima esecuzione e pubblicazione
La data e il luogo della prima esecuzione non sono noti. Il manoscritto autografo è conservato presso la Biblioteca di Stato di Berlino e può essere consultato online. La prima edizione a stampa fu pubblicata nel 1880 da Breitkopf & Härtel a Lipsia, che la stampò con il nome Wolfgang Amadeus Mozarts Werke, Serie VIII, No. 21.

## Strumentazione
La partitura è scritta per un'orchestra composta da:
- Archi: violino 1° e 2°, viola, violoncello/contrabbasso.
- Fiati: due flauti.
- Ottoni: due corni.

La partitura non prevede espressamente il fagotto e il clavicembalo ma, nelle orchestre dell'epoca, era prassi comune utilizzare questi due strumenti, se presenti, per rinforzare la linea del basso o come basso continuo, anche senza notazione separata.

## Struttura e analisi
La sinfonia è formata da quattro movimenti, coerentemente con i canoni del classicismo:
1. Allegro, in La maggiore, tempo 3/4.
2. Andante, in Re maggiore, tempo 2/4.
3. Minuetto, in La maggiore, tempo 3/4, e Trio, in Re maggiore, tempo 3/4.
4. Allegro, in La maggiore, tempo C.

L'esecuzione integrale dura circa 18/20 minuti. 

### Allegro
Il primo movimento, Allegro, è composto in La maggiore, in tempo 3/4 e segue la forma-sonata. Il primo tema è costituito da motivi di accordi spezzati del primo violino, sostenuti dagli accordi degli strumenti a fiato e dal tremolo degli altri archi. Dopo le prime otto battute in dinamica forte c'è una ripetizione in piano, ma senza strumenti a fiato e un'ottava più in basso. Di seguito, l'incipit del movimento:

### Andante
Il secondo movimento, Andante, è in Re maggiore e in tempo 2/4. È caratterizzato da un andamento costante e uniforme del secondo violino, che realizza un fitto accompagnamento in semicrome, sul quale il primo violino esegue una melodia cantabile intervallata da episodi dei fiati e degli ottoni. Di seguito, l'incipit del movimento:

### MinuettoeTrio
Il Minuetto, prevalentemente in dinamica forte, è caratterizzato da terzine dei due violini, eseguite insieme o sfalsate. Il Trio presenta un delicato impasto di flauti e corni, alternati con il pizzicato degli archi. Di seguito, gli incipit del Minuetto e del Trio:

### Allegro
Il quarto e ultimo movimento, Allegro, riprende la tonalità iniziale di La maggiore e l'indicazione di tempo è C. Inizia con il primo tema, melodico e allegro, eseguito in piano dai due violini. L'intera orchestra entra poi con un motivo di cinque note ripetute in forte. Di seguito, l'incipit del movimento: